# Awake and Remixed
Awake and Remixed — мини-альбом ремиксов христианской рок-группы Skillet, выпущенный 22 Марта 2011 года на лейбле Ardent Records. В нём содержатся ремиксы на четыре песни из альбома Awake.

## Список композиций
| №                   | Название                           | Длительность |
| ------------------- | ---------------------------------- | ------------ |
| 1.                  | «Awake And Alive (The Quickening)» | 4:37         |
| 2.                  | «Hero (The Legion of Doom Remix)»  | 4:04         |
| 3.                  | «Don't Wake Me (Pull Remix)»       | 5:17         |
| 4.                  | «Monster (Unleash the Beast)»      | 4:41         |
| Общая длительность: | Общая длительность:                | 18:40        |

## Критика
Ремиксовый альбом получил смешанные отзывы от критиков. По их мнению, только половина альбома является приятной для прослушивания.

## Участники группы
- Джон Купер — вокал, бас-гитара
- Кори Купер — клавишные, ритм-гитара, бэк-вокал
- Джен Леджер — ударные, вокал